# Аверьянов, Вячеслав Юрьевич
Аверьянов Вячеслав Юрьевич (род. 15 сентября 1959) — лётчик-испытатель лётно-испытательной и доводочной базы акционерного общества открытого типа «ОКБ Сухого». Заслуженный лётчик-испытатель России, Герой Российской Федерации.

## Биография
Родился 15 сентября 1959 года в городе Белорецке (районный центр Белорецкого района Башкирии) в семье рабочего. Русский. В 1976 году окончил Белорецкую среднюю школу № 5.
В Советской Армии с 1976 года. В 1980 году окончил Ейское высшее военное авиационное училище летчиков имени В. М. Комарова, а затем проходил службу в этом же училище в должности лётчика-инструктора. С 1985 года капитан Аверьянов В. Ю. — в запасе.
В 1986 году окончил Школу лётчиков-испытателей, после чего до 1989 года был на лётно-испытательной работе на Авиационном заводе имени Ю. А. Гагарина в городе Комсомольске-на-Амуре. С 1989 года Аверьянов В. Ю. — в Опытном конструкторском бюро (ОКБ) имени П. О. Сухого (Москва), где принимал активное участие в освоении и доводке новых образцов авиационной техники, став одним из лучших российских лётчиков-испытателей.
Демонстрировал самолёты «ОКБ Сухого» (Су-30, Су-35, Су-33 и Су-30МК) на международных выставках в Великобритании (Фарнборо), Франции (Париж), Индии (Бангалор), Индонезии (Джакарта), Перу (Лима), Объединенных Арабских Эмиратах (Дубай) и других странах. 
Авария на выступлении в Ле-Бурже
В 1999 году на международном авиасалоне в Ле Бурже опытный истребитель Су-30МКИ под управлением Вячеслава Аверьянова и штурмана-испытателя Владимира Шендрика задел землю хвостовой частью, после чего загорелся. Экипаж катапультировался и спасся. 
Указом Президента Российской Федерации № 1160 от 29 сентября 2001 года (Собрание законодательства Российской Федерации от 1 октября 2001 г, № 40, ст. 3834) за мужество и героизм, проявленные при испытании авиационной техники, Аверьянову Вячеславу Юрьевичу присвоено звание Героя Российской Федерации с вручением медали «Золотая Звезда».
Живёт в городе Жуковском Московской области. Работает на лётно-испытательной станции корпорации «Иркут».
Сын — Евгений Вячеславович Аверьянов — работает лётчиком-испытателем вместе с отцом.

## Признание
- 2001: Герой Российской Федерации;
- 1996: Орден Мужества;
- 2006: Заслуженный лётчик-испытатель Российской Федерации.[2]
- 2020: Медаль Признательности[арм.] (9 июля 2020 года, Армения) — за значительный вклад в подготовку летчиков Вооружённых Сил Республики Армения и обеспечение безопасности полётов[3]